# Orange II
Pour les articles homonymes, voir Orange.
Orange II est un voilier catamaran mis à l'eau le 22 décembre 2003. Il a participé à de nombreuses courses à la voile skippé par Bruno Peyron, qui le rachète le 20 février 2007.
François Bich le rachète en 2014, et le transforme en « catamaran de croisière le plus rapide au monde » sous le nom de Vitalia II.

## Records
- 2004 : record de la Transméditerranéenne en équipage entre Marseille et Carthage (Tunisie) en septembre 2004 en 17 heures 56 minutes avec une moyenne de 25,53 nœuds, 50 min de moins que PlayStation.
- 2005 : record du tour du monde à la voile lors du trophée Jules-Verne en 2005 en 50 jours 16 heures 20 minutes et 4 secondes, avec comme skipper Bruno Peyron et routeur Roger Badham avec une moyenne de 17,89 nœuds.
- Record de distance en 24 heures détenu à deux reprises et jusqu'au 20 juillet 2007][2] :
  - en 2004, avec 706,2 milles parcourus, soit une vitesse moyenne de 29,42 nœuds ;
  - le 3 juillet 2006 avec 766,8 milles parcourus lors de sa tentative réussie de traversée de l'Atlantique Nord à la voile, soit une vitesse moyenne de 31,95 nœuds.
- Record de la traversée de l'Atlantique Nord à la voile de juillet 2006 à juillet 2007.

## Caractéristiques
- Mise à l'eau : 22 décembre 2003
- Type : catamaran
- Architecte : Gilles Ollier
- Chantier : Multiplast
- Longueur : 36,80 m
- Largeur : 18 m
- Déplacement : 30 tonnes
- Hauteur du mât : 45 m
- Voilure : 800 m2 /1 100 m2
- Moyenne : 17,89 nœuds
- Équipiers : 13